# Claude Dornier
Claude (Claudius) Honoré Desiré Dornier (Kempten, 14 maggio 1884 – Zugo, 5 dicembre 1969) è stato un ingegnere aeronautico ed imprenditore tedesco, fondatore, nel 1922, dell'omonima azienda Dornier-Werke GmbH.
Il suo nome è legato ad alcuni velivoli che hanno segnato importanti tappe dell'evoluzione aeronautica, dall'idrovolante di linea Dornier Do X, per anni il più grande e potente aeroplano prodotto, ed il cacciabombardiere Dornier Do 335 Pfeil, il primo aereo da combattimento ad adottare una configurazione traente-spingente integrata nella fusoliera, uno dei più veloci aerei a pistoni mai realizzato, usato dalla Luftwaffe durante le fasi finali della seconda guerra mondiale. Fu collaboratore di Ferdinand Graf von Zeppelin in una delle divisioni dell'azienda Zeppelin. In seguito fu capo dell'azienda da lui fondata nel 1922, la Dornier-Werke.
Nel 1956 presso München-Neuaubing e Oberpfaffenhofen riprese la produzione aeronautica. La Dornier-Werke diventò parte nel 1970 della franco-tedesca Alpha Jet.

## Biografia
Dornier era figlio di padre francese e madre tedesca in quel di Kempten. Quarto di sette figli, il più grande del secondo matrimonio. In gioventù e da studente si appassionò alla tecnica. Dornier studiò macchine presso la Technische Universität München, dove fece parte del Corps Guestphalia (oggi Corps Suevo-Guestphalia München), fu anche Naturfreund e alpinista, suonò lo Zither e cantava Schnaderhüpferl.